# Strada statale 102 di Casalabate
La ex strada statale 102 di Casalabate (SS 102), ora strada provinciale 81 ex SS 102 Tuturano-Cerano (SP 81), strada provinciale 87 ex SS 102 Litoranea Salentina Cerano-Casalabate (SP 87) e strada provinciale 133 Litoranea Salentina San Cataldo-Casalabate (SP 133), è una strada provinciale italiana istituita nel 1959 a seguito della riclassificazione della SS 102 di Otranto che oggi percorre il tratto omonimo di litoranea. La gestione e la manutenzione della strada è stata devoluta alla Provincia di Brindisi e alla Provincia di Lecce per le tratte territorialmente competenti dal 2001, dovuta alla riforma del decreto legislativo 31 marzo 1998, n. 112.